# Bundesobligation
Une Bundesobligation, dont le diminutif et l'appellation habituelle sur les marchés financiers est « Bobl » - prononcé bobeul - , est un emprunt d'État à 5 ans émis par l'Allemagne. Actuellement (mi-2015), le rythme d'émissions est de deux lignes par an (trois lignes entre 2010 et 2014), chaque ligne étant adjugée deux fois et atteignant un encours final proche de 17 milliards d'euros.
Les Bobl deviennent généralement les obligations les moins chères à livrer des futures sur emprunts d'État allemands à moyen terme, dits « contrats Bobl »,  d'Eurex, dont il se négocie en moyenne 870.000 contrats par jour, soit 87 milliards d'euros de nominal.